# Hanamaru Market
Hanamaru Market è stato un programma televisivo giapponese di Tokyo Broadcasting System andato in onda per quasi 20 anni dal 1996 al 2014 e condotto da Kumiko Owada.